# Religioses Terciàries Trinitàries
La Comunitat de Religioses Terciàries Trinitàries, més conegudes com a Trinitàries de Mallorca, és una congregació religiosa de dret diocesà, fundada pel frare trinitari Miquel Ferrer Bauçá a Felanitx (Mallorca) per tal de fer comunitat entre els pobres treballant a favor de la dignificació de les dones i nines explotades o marginades per la societat de la seva època.

## Història
Els inicis de la congregació tenen les seves arrels en la predicació del religiós trinitari Miquel Ferrer per les Illes Balears, en especial a l'illa de Mallorca. D'aquestes incursions del trinitari mallorquí en van sorgir confraries dedicades a l'exaltació del misteri de la Santíssima Trinitat, entre les més famoses es troba la confraria de la Trinitat de Felanitx, integrada per homes i dones amb fins religiosos que s'ordenaven per la imposició de l'escapulari trinitari, la processó mensual i l'absolució general per guanyar les indulgències concedides per l'Ordre Trinitària. Dos joves d'aquesta confraria, Isabel Sunyer i Bonaventura Veny, van decidir viure públicament l'esperit de la Regla de Sant Joan de Mata i els primers dies d'octubre de 1809 van demanar permís a l'ajuntament per viure com una comunitat trinitària. Miquel Ferrer va ser el director de les germanes, a les quals se li va sumar poc temps després Sebastiana Sbert.
El 6 d'agost de 1826, Miquel Ferrer va lliurar a les terciàries trinitàries una Regla de vida, donant origen a la comunitat de Terciàries de l'Ordre de la Santíssima Trinitat, les quals aviat es convertiran en punt de referència per a la societat i l'Església mallorquina. Les trinitàries eren dones de fe, però a més amb una formació que els permetia ensenyar als homes i dones del seu temps a apostar per la millora de l'educació de les nines i les joves, dignificant el paper de la dona en la seva època. La Confraria de Felanitx en 1836 va passar a ser dirigida per les noves religioses.
La congregació va ser incorporada a l'Ordre Trinitaria el 12 de maig de 1865 i aprovada com a congregació de dret diocesà per Rigobert Domènech Valls, bisbe de Mallorca, el 30 de novembre de 1923.
En l'actualitat les religioses són al voltant d'unes seixanta, presents en 13 comunitats a Espanya, especialment a les Illes Balears, dues a Perú i una a Bolívia.

## Carisma i missió
Les Trinitàries de Mallorca exerceixen la seva missió segons el carisma trinitari-alliberador, inspirat en Sant Joan de Mata i seguit pel seu fundador, Miquel Ferrer, desenvolupant les següents activitats: educació integral de nins i adolescents per mitjà d'escoles d'iniciativa social, educació en la fe mitjançant la catequesi, llars infantils i altres obres socials, i la promoció de les dones per mitjà de programes educatius i de desenvolupament social.